# Lucas Sieber
Lucas Sieber (født Martin Sieber; 3. november 1974 i Glostrup) er en dansk sangskriver og producer bedst kendt for sin medvirken i eurodance-gruppen Daze i slutningen af 1990'erne.
Han har desuden samarbejdet med en lang række andre kunstnere.

## Karriere
Sieber har skrevet sangene "Superhero", "Tamagotchi" "ToyBoy" og "15 minutes of fame", som alle blev en stor succes for Daze, der i 1998 modtog Danish Music Awards for årets bedste dance-album for deres Super Heroes.
Sieber har blandt andet skrevet hittet "No Promises" til Bryan Rice (2006), som senere blev indspillet af den britiske X Factor-vinder Shayne Ward; sangen blev udsendt over store dele af verden og toppede bl.a. som nummer 1 i UK, Japan, Sverige, Norge, Belgien, Holland, Frankrig. Belgien m.fl. I Danmark er "No Promises" det mest spillede nummer i radioen de sidste 10 år. [kilde mangler]
I 2006 skrev Sieber nummeret "In My Room (Boom)" til Sisse Marie Søby.
Numre som "No Promises", "In My Room (Boom)" og "It's My Life" er også blevet sunget af Niels Brinck, hvor de blev brugt i filmen Nynne (2005).
Han har desuden stået bag mere en 20 MGP-artister, heriblandt Cool Kids (vinder i 2004), Lucas (#5 i 2005), Weemix (#3 i 2006), Nicolai (vinder i 2006), og The Johanssons (vinder i 2008), Lærke (#2 i 2014) og han har produceret mere end 40 MGP sange.
Han deltog som sangskriver i 2008 i Dansk Melodi Grand Prix med sangen "Laying Down My Cards" med den svenske kunstner Anorah.
Sieber har også skrevet og produceret sange for lokale kunstnere i både Irland, Japan, Frankrig, Belgien, Holland m.fl.
I 2011-12 producerede Sieber og Jakob Stavnstrup genren uplifting trance, og fik succés med remix af bl.a kunstnere som Kato, Kasper Nyemann, DJ Aligator, Svenstrup & Vendelboe m.fl.
I 2012 udgav Sieber og Daze sammen hittet "Fool Me", nummeret peakede på en 3 plads og lå over 20 uger på den danske Top 20 dancechart.
I 2013 deltog Sieber i Dansk Melodi Grand Prix sammen med bandet Daze med sangen "We Own The Universe".
I 2015 skrev, producerede og udgav Sieber musik til kunstneren Lærke på sit eget pladeselskab.
I 2015 skrev han radiohittet "Frihed" sammen med Sebastian Ovens, Markus Elkjer og Magnus Vil.